# Jean Banières
Jean Banières (1700 circa – XVIII secolo) è stato un filosofo e fisico francese.

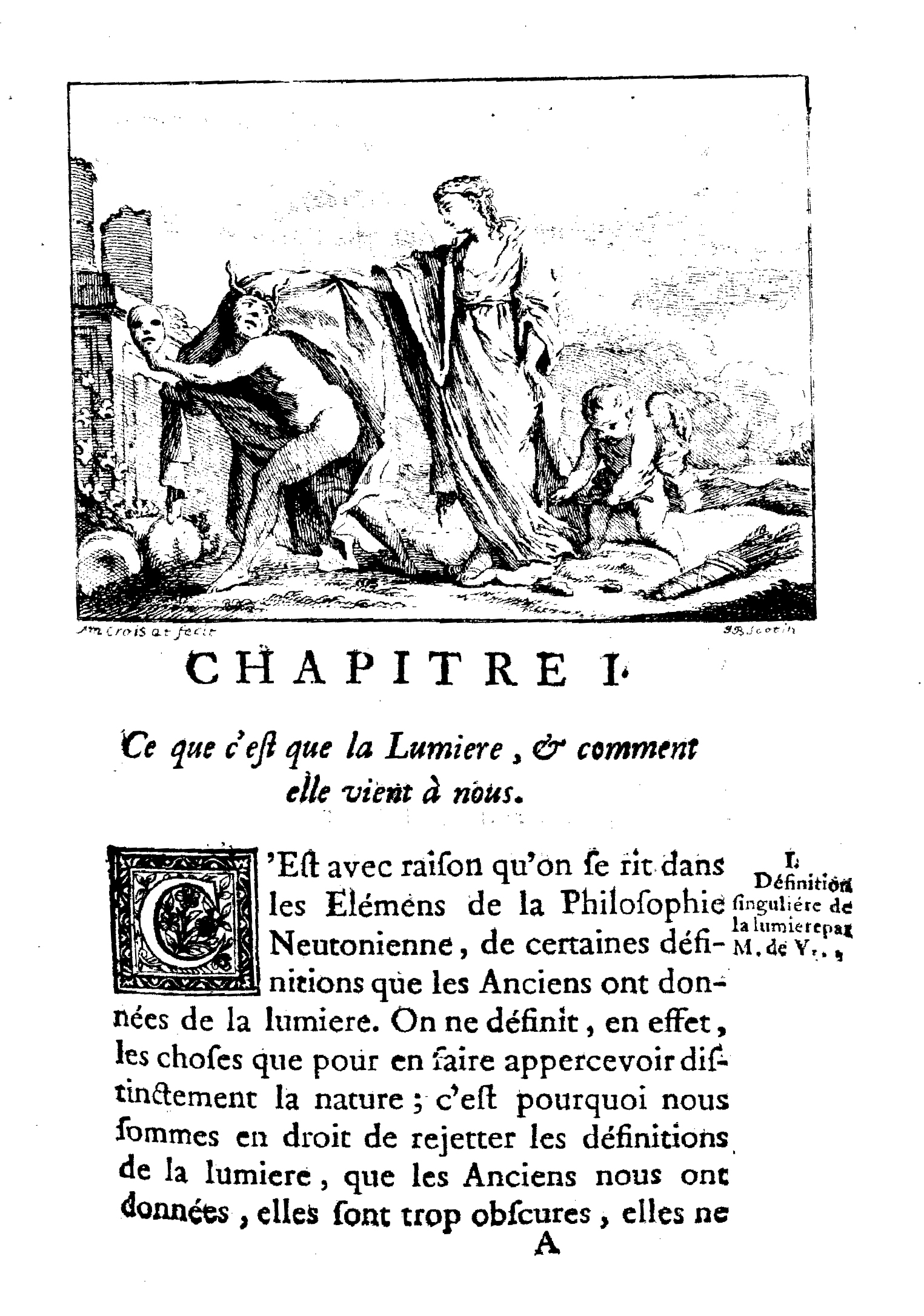
Examen et réfutation des Elemens de la philosophie de Neuton, 1739

Cartesiano zelante, fu critico nei confronti delle teorie newtoniane sulla luce sostenute da Voltaire.

## Opere
- (FR) Traité phisique, de la lumiere et des couleurs, du son et des différens tons, Parigi, Mazieres & J. B. Garnier, 1737.
- (FR) Examen et réfutation des Elemens de la philosophie de Neuton de M. De Voltaire, Parigi, Jacques Lambert, 1739.